# Ljósufjöll

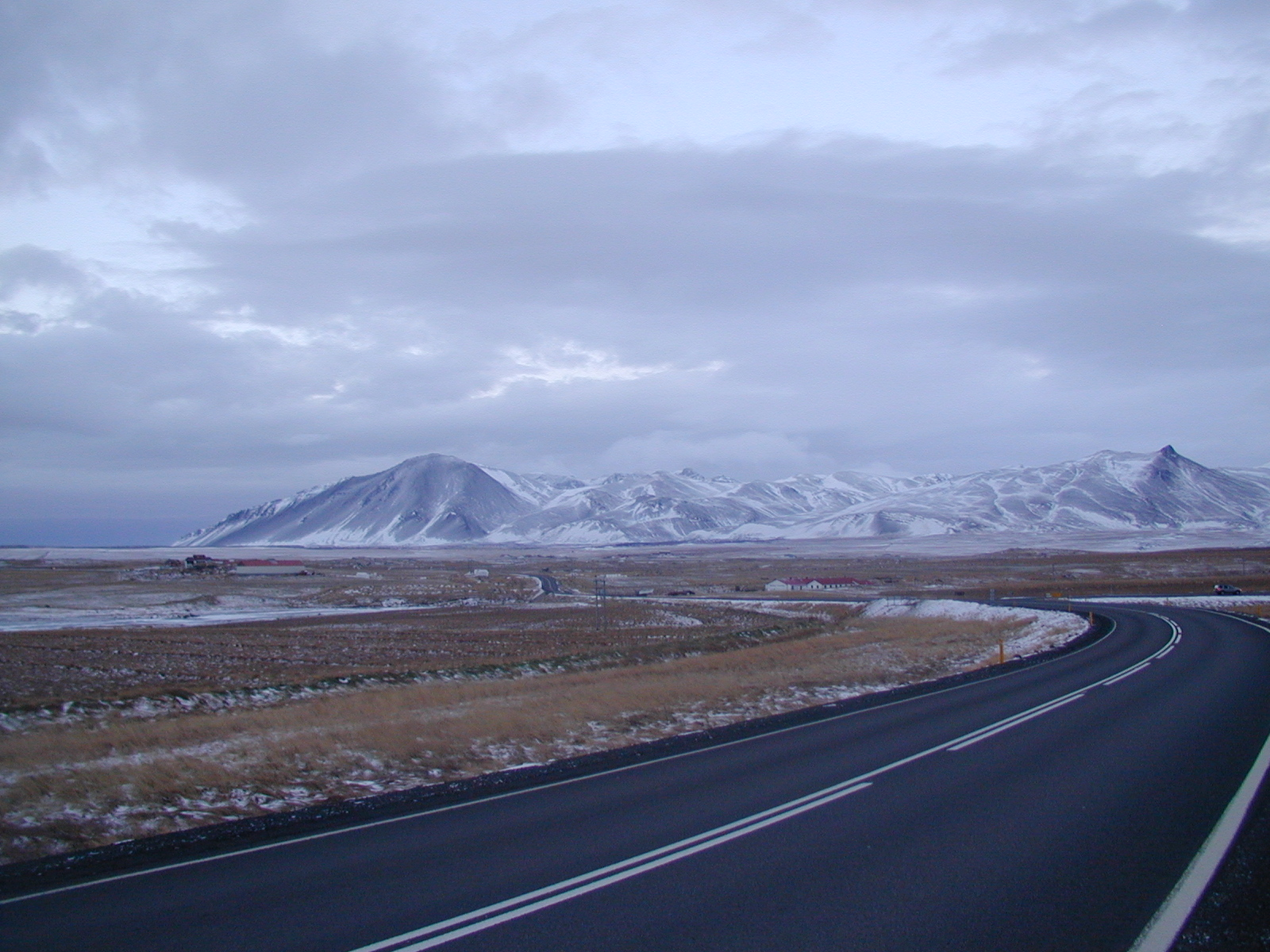
Rauðamelsfjall im System der Ljósufjöll

Die Ljósufjöll sind ein vulkanischer Gebirgszug im Westen Islands. Sie liegen abseits der eigentlichen Riftzone in einer sogenannten Flankenzone auf Snæfellsnes.
Man muss hierbei die Ljósufjöll im engeren Sinne, den eigentlichen Gebirgszug und Zentralvulkan, von den Ljósufjöll im weiteren Sinne, dem umgebenden Vulkansystem, unterscheiden.

## Der Gebirgszug der Ljósufjöll

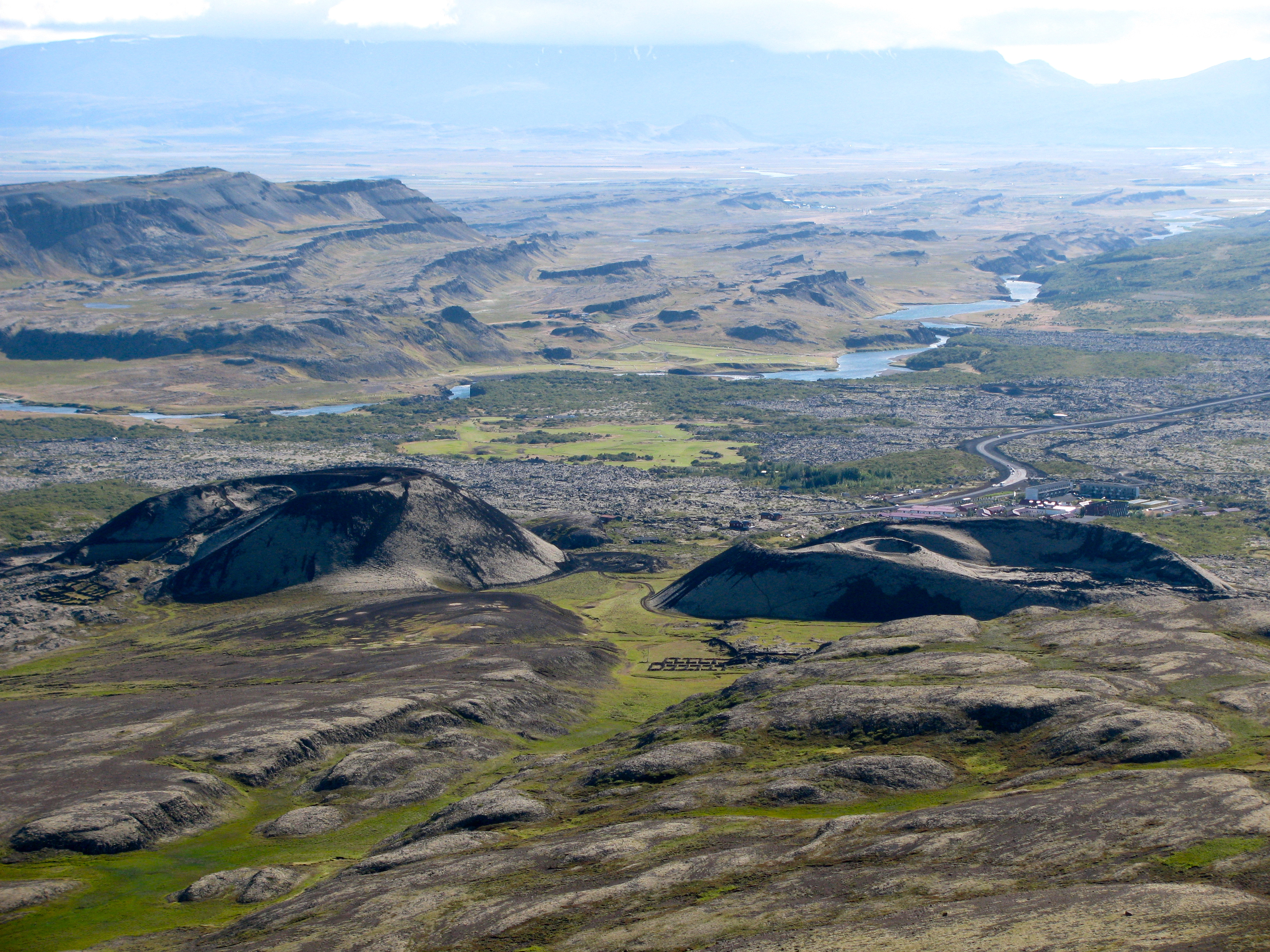
Luftaufnahme der zum Ljósufjöll-System gehörenden Grábrókkrater

Der Gebirgszug liegt im Osten der Halbinsel Snæfellsnes und ist der Zentralvulkan des Systems.
Der Name bedeutet im Isländischen Helle Berge und rührt daher, dass die insgesamt sechs Gipfel v. a. aus Liparitgestein bestehen und daher weithin leuchten, ähnlich wie die Móskarðshnjúkar nahe der Esja oder die Berge um Landmannalaugar, etwa die Brennisteinsalda. Man kann sie an manchen Tagen von Reykjavík aus sehen.
Die eigentlichen Ljósufjöll, d. h. der Zentralvulkan mit der Magmakammer, liegen westlich des Hnappadalur und erreichen eine Höhe von 1063 m. Damit sind sie die höchsten Berge auf der Halbinsel Snæfellsnes nach dem Snæfellsjökull. Es ist eine Reihe von fünf keilförmigen Gipfeln in nordwest-südöstlicher Ausrichtung, denen nördlich ein weiterer Gipfel vorgelagert ist.
Man kann die Berge von der Südseite aus besteigen.

## Das Vulkansystem der Ljósufjöll
Dieses Vulkansystem hat beträchtliche Ausmaße, wie man heute weiß. Es reicht vom Berserkjahraun im Norden von Snæfellsnes bei Stykkishólmur über die eigentlichen Ljósufjöll und das gesamte Hnappadalur bis zu den der Baula benachbarten Grábrók-Kratern, dehnt sich damit über 90 km aus und ist eines der längsten auf Island.
Das Vulkansystem gilt noch als aktiv, da der letzte Ausbruch vor ca. 1000 Jahren im Hnappadalur stattfand.

## Das Hnappadalur
Siehe auch: Hauptartikel Hnappadalur
Das schüsselförmige Hnappadalur liegt ca. 40 km nördlich von Borgarnes auf der Halbinsel Snæfellsnes und zu Füßen des Zentralvulkans der Ljósufjöll. Dort befinden sich zahlreiche Schlackenkegel, darunter auch der Schweißschlackenkegel Eldborg.

## Die Grábrókkrater

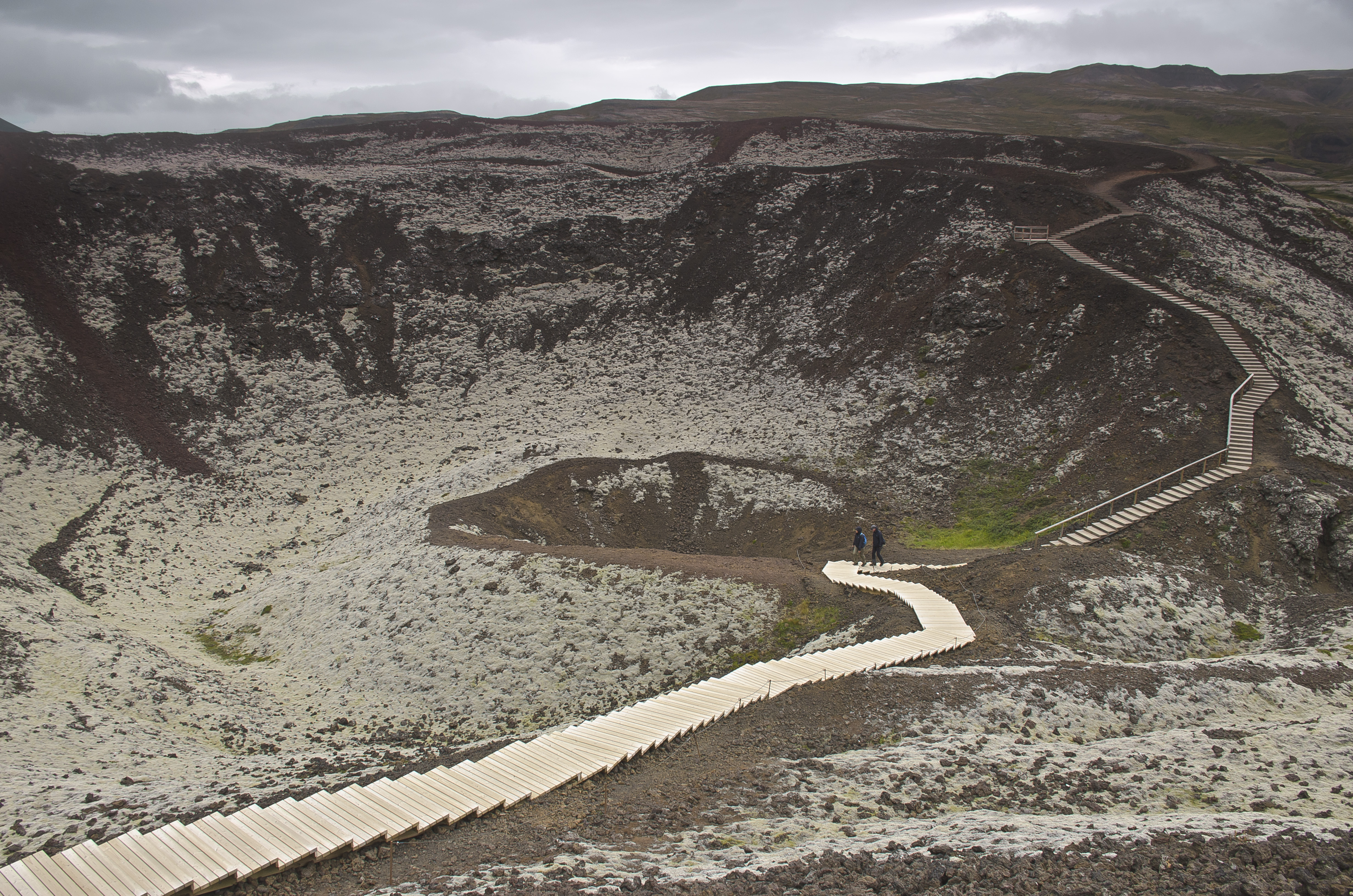
Krater des Grábrók

Es sind drei Krater, der Hauptkrater heißt Stóra-Grábrók, der kleinere Litla-Grábrók. Ein dritter Krater mit Namen Grábrókarfell befindet sich westlich von ihnen. Sie grenzen direkt an den Hringvegur nördlich von Borgarnes im Norðurárdalur. Das Dorf und die Universität Bifröst liegen zu ihren Füßen im von ihnen geschaffenen Lavafeld.

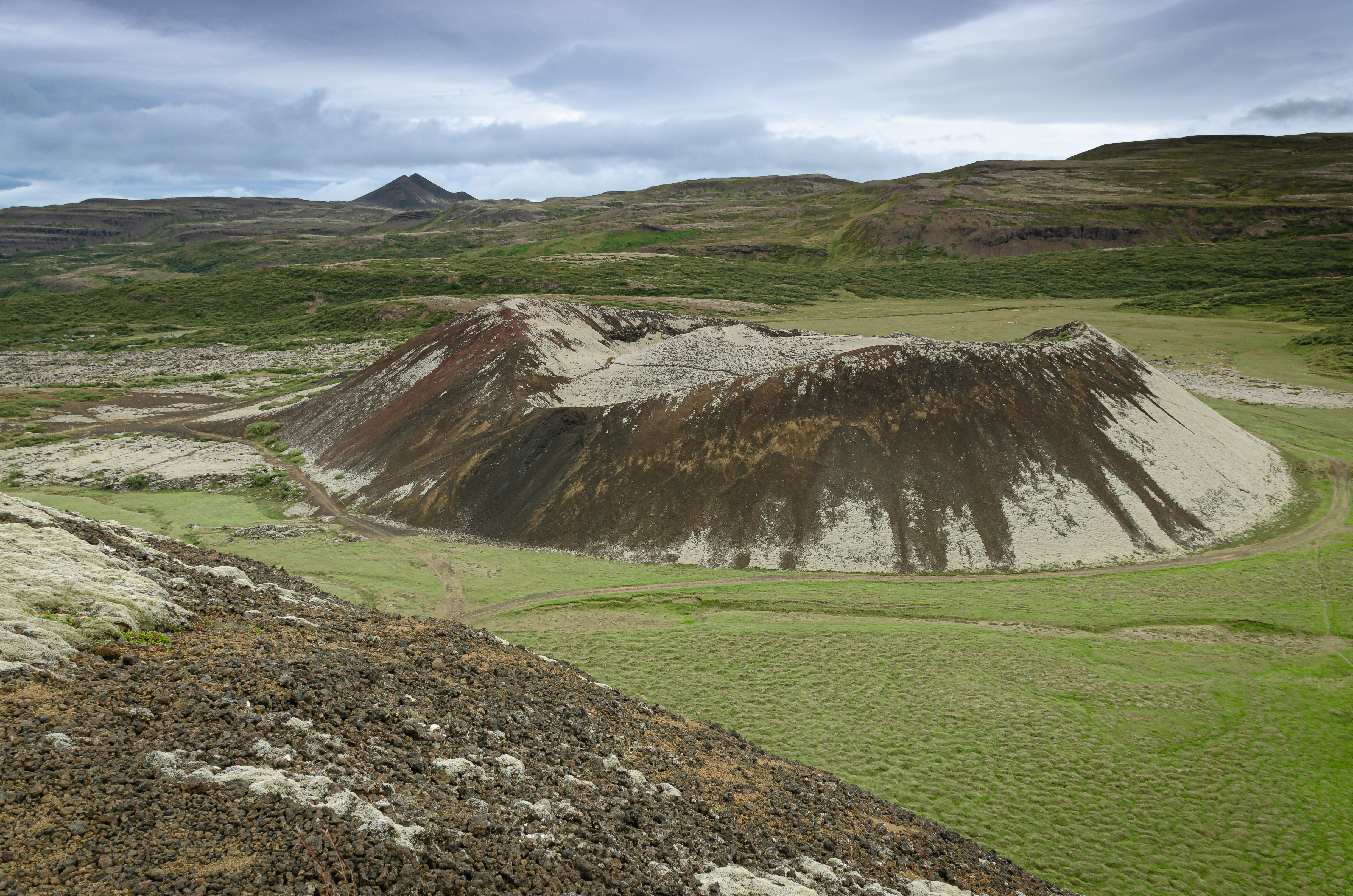
Grábrókarfell

Zahlreiche Wanderwege findet man auf den Kratern und in ihrer Umgebung, etwa auch am lieblichen Hreðavatn.

### Fotos und Videos
- Wanderung auf die Berge, Photos; isl.

### Wissenschaftliche Beiträge
- Ljósufjöll im Global Volcanism Program der Smithsonian Institution (englisch)
- S. Flude, R. Burgess, D.W. McGarvie: Silicic volcanism at Ljósufjöll, Iceland: Insights into evolution and eruptive history from Ar–Ar dating. In: Journal of Volcanology and Geothermal Research. 169, 2008, S. 154, doi:10.1016/j.jvolgeores.2007.08.019. (Zur Eruptionsgeschichte der Ljósufjöll, engl.)
- E. Martin, e.a.: Crustal thermal state and origin of silicic magma in Iceland: the case of Torfajökull, Ljósufjöll and Snæfellsjökull volcanoes. (Memento vom 15. April 2010 im Internet Archive) Contrib Mineral Petrol (2007) 153:593–605; doi:10.1007/s00410-006-0165-5 (PDF-Datei, englisch)